# Gaussicuma kermadecense
Gaussicuma kermadecense är en kräftdjursart som beskrevs av Jones 1969. Gaussicuma kermadecense ingår i släktet Gaussicuma och familjen Bodotriidae. Inga underarter finns listade i Catalogue of Life.